# نانسي كارترايت (أستاذة جامعية)
نانسي كارترايت (بالإنجليزية: Nancy Cartwright)‏ هي فيلسوفة أمريكية، ولدت في 24 يناير 1944 في بنسيلفانيا في الولايات المتحدة.
يرتبط نهج كارترايت في فلسفة العلم بـ «مدرسة ستانفورد» لباتريك سوبس، وجون دوبري، وبيتر جاليسون، وإيان هاكينج. يتميز بالتركيز على الممارسة العلمية بدلاً من النظريات العلمية المجردة. قدمت كارترايت مساهمات مهمة في المناقشات حول قوانين الطبيعة، والسببية والاستدلال السببي، والنماذج العلمية في العلوم الطبيعية والاجتماعية، والموضوعية ووحدة العلم. يركز عملها الأخير على الأدلة واستخدامها في توجيه قرارات السياسة.
يصف كارل هوفر فلسفة كارترايت بالعبارة التالية:

## وصلات خارجية
- نانسي كارترايت على موقع الموسوعة البريطانية (الإنجليزية)